# 정을호
정을호(鄭乙虎, 1971년 1월 14일~)는 대한민국의 정치인이다. 제22대 국회의원이다.

## 학력
- 성내국민학교 졸업
- 성내중학교 졸업
- 호남고등학교 졸업
- 중앙대학교 경영대학 경영학 학사

## 경력
- 참여연대 운영위원
- 한반도전략연구원 전략연구실 부장
- 통합민주당 대외협력국 부장
- 민주당 총무국 부장
- 민주통합당 총무국 부국장
- 더불어민주당 총무조정국 부국장
- 더불어민주당 총무조정국장
- 더불어민주당 당대표비서실 국장
- 더불어민주당 전략기획국장
- 더불어민주당 총무조정국장
- 더불어민주연합 창당준비위원장
- 더불어민주연합 사무총장
- 2024년 4월 10일 대한민국 제22대 국회의원 선거 당선(비례대표, 더불어민주연합, 초선)
- 2024년 5월~2025년 6월: 더불어민주당 원내부대표
- 2024년 8월~: 더불어민주당 전략기획위원회 수석부위원장
- 2024년 11월~: 더불어민주당 이재명 대표 정무특보단 기획특보
- 2025년 6월~2025년 8월: 더불어민주당 중앙당 선거관리위원회 위원

### 의정 활동
- 2024년 5월 30일~: 제22대 국회의원(비례대표, 더불어민주당, 초선)[A]
  - 2024년 6월~: 제22대 국회 전반기 교육위원회 위원
  - 2024년 6월~2024년 8월: 제22대 국회 전반기 국회운영위원회 위원

## 전과
- 공용물건손상: 벌금 4,000,000원 - 2009년 11월 23일 선고[4]

## 역대 선거 결과
| 실시년도 | 선거   | 대수 | 직책     | 선거구   | 정당           | 득표수      | 득표율          | 순위          | 당락 | 비고 |
| -------- | ------ | ---- | -------- | -------- | -------------- | ----------- | --------------- | ------------- | ---- | ---- |
| 2024년   | 총선   | 22대 | 국회의원 | 비례대표 | 더불어민주연합 | 7,567,459표 | \| \| 26.69% \| | 비례대표 14번 |      | 초선 |
|          | 26.69% |      |          |          |                |             |                 |               |      |      |

## 소속 정당
| 소속 정당 | 소속 정당      | 소속 기간 | 비고           |
| --------- | -------------- | --------- | -------------- |
|           | 대통합민주신당 | 2007~2008 | 창당 정계 입문 |
|           | 통합민주당     | 2008      | 합당           |
|           | 민주당         | 2008~2011 | 당명 변경      |
|           | 민주통합당     | 2011~2013 | 합당           |
|           | 민주당         | 2013~2014 | 당명 변경      |
|           | 새정치민주연합 | 2014~2015 | 합당           |
|           | 더불어민주당   | 2015~2024 | 당명 변경      |
|           | 무소속         | 2024      | 탈당           |
|           | 더불어민주연합 | 2024      | 입당           |
|           | 더불어민주당   | 2024~현재 | 합당           |

## 같이 보기
- 대한민국 제22대 국회의원 선거 더불어민주연합 후보 목록#비례대표